# Chauvirey-le-Vieil
Chauvirey-le-Vieil è un comune francese di 33 abitanti situato nel dipartimento dell'Alta Saona nella regione della Borgogna-Franca Contea.

## Società

### Evoluzione demografica
Abitanti censiti